# Glaucus (mythologie)

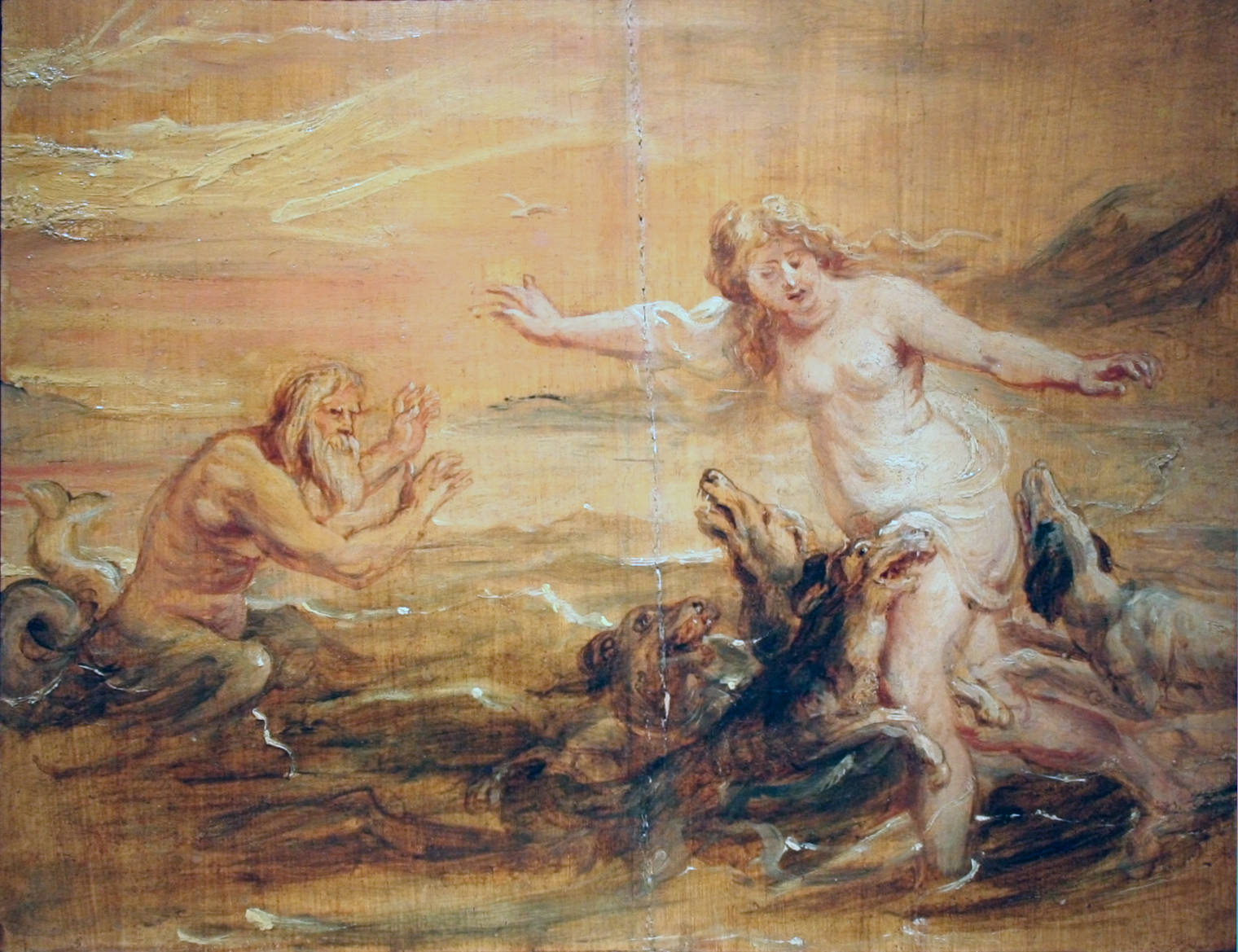
Scylla en Glaucus, Peter Paul Rubens, Musée Bonnat

Glaucus of Glaukos was, in de Griekse mythologie, een zeegod, de zoon van Anthedon en Alcyone. Van oorsprong was hij een visser uit Boeotië, maar na het eten van een magisch kruid werd hij onsterfelijk, maar kreeg hij ook een vissenstaart. Hij leefde voortaan bij Oceanus en Tethys op de bodem van de zee, tot hij verliefd werd op de nimf Scylla. Hij vroeg de tovenares Circe om raad, maar zij werd zelf verliefd op Glaucus en veranderde Scylla in een zeemonster.
De Griekse schrijver Euripides schreef in zijn voorstelling Orestes dat Glaucus de zoon was van Nereus (en dus een van de Nereïden), en dat hij zowel Menelaos als de Argonauten goede raad verschafte.
Poseidon · Oceanus · Ceto · Nereus · Glaucus · Amphitrite · Tethys · Triton · Proteus · Phorcys · Pontus